# Nino Kazaraszwili
Nino Kazaraszwili (gruz. ნინო ყაზარაშვილი, ur. 4 grudnia 1979 w Tbilisi) – gruzińska skoczkini do wody.

## Życiorys
Uczestniczyła w Letnich Igrzyskach Olimpijskich w 1996, gdzie zajęła 28 miejsce w skokach z trampoliny.

## Wyniki

### Letnie Igrzyska Olimpijskie 1996
Skoki do wody
| Konkurencja    | Eliminacje | Eliminacje | Półfinały | Półfinały | Finał | Finał   | Suma punktów | Pozycja | Źródło |
| Konkurencja    | Wynik      | Pozycja    | Wynik     | Pozycja   | Wynik | Pozycja | Suma punktów | Pozycja | Źródło |
| -------------- | ---------- | ---------- | --------- | --------- | ----- | ------- | ------------ | ------- | ------ |
| trampolina 3 m | 191,49 pkt | 28.        | NQ        | NQ        | NQ    | NQ      | 191,49 pkt   | 28.     | [ 2 ]  |